# Mauricio Henao
 (mai 2020).
Si vous disposez d'ouvrages ou d'articles de référence ou si vous connaissez des sites web de qualité traitant du thème abordé ici, merci de compléter l'article en donnant les références utiles à sa vérifiabilité et en les liant à la section « Notes et références ».
Mauricio Henao (né le 16 février 1987 à Quindío, Armenia, Colombie), est un acteur et mannequin colombien.

## Biographie
Mauricio grandit en Colombie jusqu'à l'âge de douze ans, ensuite il va aux États-Unis avec sa mère et ses deux frères à New York. Il commence une carrière de mannequin dans différentes villes aussi bien d'Europe que des États-Unis. Il travaille pour les marques Nicolas Felizola, Tommy Hilfiger, Calvin Klein, Paul & Joe, entre autres.
En 2010, il joue le rôle d'Eduardo Cáceres Altamira dans la telenovela Dónde está Elisa  (Elisa Portée Disparue) avec les acteurs Sonya Smith, Gabriel Porras, Jorge Luis Pila, Catherine Siachoque, Roberto Mateos, Carmen Aub et Jason Canela.
En 2011, il joue dans la telenovela pour adolescents de Nickelodeon Latinoamérica intitulée Grachi. Fin 2011, il joue dans la deuxième saison de Grachi qui est diffusée à partir du 27 février 2012. Il fait partie de l'équipe du casting avec Isabella Castillo, Andrés Mercado, Kimberly Dos Ramos, Sol Rodríguez, Lance Dos Ramos, María Gabriela de Faría, Willy Martin, entre autres. En 2014, il joue le rôle de Jorge Altamira dans la telenovela La impostora (L'Imposture). De 2015 à 2018, il joue le rôle de José Angel Godoy dit Pepito dans la telenovela Señora Acero.

## Carrière
Au début de l'année 2009, il prend des cours avec le professeur Roberto Huicochea à Miami qui l'aide à contrôler et à neutraliser son accent. Après six mois se présente l'occasion de passer une audition pour Telemundo Studios pour la telenovela ¿Dónde está Elisa?. Il est retenu pour le rôle d'Eduardo, fils de Catherine Siachoque et de Roberto Mateos.
Mauricio est convié par la chaîne Telemundo à interpréter le rôle de Michel Mayerston dans la telenovela El fantasma de Elena aux côtés d'Elizabeth Gutiérrez et de Ana Layevska.
Mauricio tourne sa troisième novela Grachi dans laquelle il joue le rôle de Antonio 'Tony' Gordillo ensuite il interprète le rôle de Daniel Santacruz Palacios dans la telenovela Mi corazón insiste.
En 2012 il participe à la telenovela Último año où il interprète le rôle de Martin Santoro, aux côtés de Kendra Santacruz, Iliana Fuengó et Martin Barba. En 2013 il joue le rôle de Valentin dans la telenovela La Tempestad. En 2014 il interprète le rôle de Jorge Andrés Léon Altamira dans la telenovela La Impostora .
Du 31 octobre au 10 décembre 2016, à Alméria en Espagne, Mauricio Henao enregistre le long métrage Jesús de Nazareth produit par José Manuel Brandariz et réalisé par Rafael Lara où il incarne Santiago Apóstol aux côtés de Julián Gil qui tient le premier rôle. De 2015 à 2018 il interprète le rôle de José Angel Godoy dit Pepito dans la telenovela Señora Acero. En 2018 il a joué le rôle de Santiago Vélez dans la telenovela Mi Familia Perfecta.

## Filmographie
- 2010 : ¿Dónde está Elisa? (Telemundo) : Eduardo Cáceres
- 2010 : El fantasma de Elena (Telemundo) : Michell Mayerston
- 2011 : Mi corazón insiste (Telemundo) : Daniel Santacruz Palacios
- 2011-2013 : Grachi (Nickelodeon) : Antonio Gordillo, dit Tony
- 2012 : Último año (MTV Latinoamérica) : Martín Santoro / Tomás Ruíz Galán
- 2013 : La tempestad (Televisa) : Valentín
- 2014 : La impostora (Telemundo) : Jorge Andrés León Altamira
- 2015-2018 : Señora Acero (Telemundo) : José Ángel Godoy, dit Pepito
- 2018 : Mi familia perfecta (Telemundo ) : Santiago Vélez
- 2022 : La Herencia (Televisa) Simon del Monte Arango
- 2023 : Faux Profil : Adrián Ferrer

## Nominations et récompenses
| Année | Récompense                | Catégorie                     | Telenovela         | Résultat |
| ----- | ------------------------- | ----------------------------- | ------------------ | -------- |
| 2011  | People en Español         | Meilleur Acteur Secondaire    | Mi corazón insiste | Nommé    |
| 2012  | Miami Life Awards         | Acteur de distribution        | Mi corazón insiste | Nommé    |
| 2012  | Kids Choice Awards México | Acteur Favori de distribution | Grachi             | Nommé,   |